# 毕尔巴鄂竞技场
毕尔巴鄂竞技场（Bilbao Arena）是西班牙毕尔巴鄂的一个室内竞技场，位于米里贝拉社区（Miribilla）。 中央大厅可容纳10014人参加篮球比赛，还用于音乐会和其他类型的演出。其他设施还有游泳池和健身房，供当地居民使用。

## 历史
自2010年9月开业以来，它一直是西班牙篮球甲级联赛球队毕尔巴鄂篮球俱乐部的主场。2011年国际篮联欧洲20强锦标赛在此举行比赛。